# Elizabeth Greenfield
Pour les articles homonymes, voir Cygne noir (homonymie) et Black Swan.
Elizabeth Taylor Greenfield, née en 1824 et morte le 31 mars 1876, surnommée le cygne noir (Black Swan), est une chanteuse classique afro-américaine considérée l'artiste noire de concert la plus connue de son temps. Elle est distinguée par James Monroe Trotter (en) pour ses « remarquables pianos et sa grande tessiture vocale ».

## Biographie
Greenfield naît esclave à Natchez dans l'État du Mississippi avant d'être adoptée encore nourrisson par une famille Quaker de Philadelphie. Sa véritable mère était d'origine nord-amérindienne et son père esclave noir. Enfant, elle étudie la musique bien que cela soit interdit par les Quakers avec lesquels elle est liée. Elle commence à cette époque à chanter dans des soirées privées. Son premier concert est donné en 1851 pour la « Buffalo Musical Association ». De 1851 à 1853, elle effectue des tournées gérées par le colonel J. H. Wood.
En 1853, elle fait ses débuts au Metropolitan Hall (en) de New York devant un public composé de quatre mille personnes uniquement blanches. À la suite de ce concert, Greenfield présente ses excuses à son peuple en raison de leur exclusion de cet événement et donne un concert au profit de la Maison des personnes âgées de couleur et de l'asile des enfants de couleur.
En avril 1853, elle se rend à Londres sous le patronage de la duchesse de Sutherland (en) et de Harriet Beecher Stowe. Greenfield reçoit des leçons de George Smart, organiste de la chapelle royale de la reine Victoria. Elle se produit en présence de la reine au palais de Buckingham le 10 mai 1854 ; elle est la première personne de couleur à chanter devant un membre de la famille royale. Harriet Beecher Stowe fait référence à la prestation de Greenfield devant l'« élite » de la société anglaise dans son Sunny Memories of Foreign Lands.
Surtout connue pour ses interprétations de George Frideric Handel, Vincenzo Bellini et Gaetano Donizetti, elle interprète également des chansons sentimentales américaines telles que l'arrangement en 1852 par Henry Rowley Bishop du Home! Sweet Home! (en) de John Howard Payne et d'Old Folks at Home de Stephen Foster.
De retour aux États-Unis, elle effectue des tournées et dirige une école de musique à Philadelphie. Parmi ses élèves figure Thomas Bowers (en), connu sous les noms de « Mario de couleur » ou de « Mario américain » pour la ressemblance de sa voix avec celle du ténor italien Giovanni Mario,. Dans les années 1860 elle fonde une troupe opératique. Greenfield meurt à Philadelphie le 31 mars 1876.
En 1921, le label discographique Black Swan Records est nommé en mémoire d'Elizabeth Greenfield. C'est le premier label à grande diffusion qui fut à la fois destiné spécifiquement au public Afro-Américain et en même temps piloté, financé et opéré, par des membres de cette communauté.